# La Trinidad (Guanajuato)
La Trinidad es una localidad del estado mexicano de Guanajuato. Es parte del municipio de Celaya.

## Demografía
| Gráfica de evolución demográfica |
|                                  |

| Censo | Población |
| ----- | --------- |
| 1980  | 374       |
| 1990  | 523       |
| 2000  | 518       |
| 2010  | 1 065     |
| 2020  | 1 497     |